# Dark Horse Entertainment
Dark Horse Entertainment is een Amerikaans film en televisie-productiemaatschappij van de stripverhalen-uitgever Dark Horse Comics. De film The Mask uit 1994 was een van eerste succesvolle films van de productiemaatschappij. Ook hebben ze een sub-label, Dark Horse Indie.

## Producties

### Films
- 1991: The Rocketeer
- 1992: Dr. Giggles
- 1994: The Mask
- 1994: Timecop
- 1996: Barb Wire
- 1999: Virus
- 1999: Mystery Men
- 2000: G-Men from Hell
- 2003: American Splendor
- 2003: Timecop 2: The Berlin Decision
- 2004: Alien vs. Predator
- 2004: Hellboy
- 2005: Monarch of the Moon
- 2005: Son of the Mask
- 2006: Splinter
- 2006: Driftwood
- 2007: Pathfinder
- 2007: My Name Is Bruce
- 2007: 30 Days of Night
- 2008: Hellboy II: The Golden Army
- 2013: R.I.P.D.
- 2016: The Legend of Tarzan
- 2019: Polar
- 2019: Hellboy

### Televisieseries
- 1995: The Mask: The Animated Series
- 1996: Enemy
- 1997: Timecop
- 1999: Big Guy and Rusty the Boy Robot
- 2006: The Amazing Screw-On Head
- 2019: The Umbrella Academy